# Ganalo
Der Ganalo (englisch Ganalo Peak; auch Ganilo) ist ein nördlicher Nebengipfel des Nanga Parbat im Westhimalaya im pakistanischen Sonderterritorium Gilgit-Baltistan.
Der 6608 m hohe Gipfel des Ganalo befindet sich 5,6 km nordwestlich des Nanga Parbat-Nordgipfels, mit welchem er über einen Berggrat verbunden ist. Die 6200 m hoch gelegene Diamascharte bildet den niedrigsten Punkt dieses Berggrates. An der Nordostflanke verläuft der Rakhiotgletscher, während südlich des Ganalo der Diamagletscher nach Westen strömt.